# Мурашов, Александр Юрьевич
Александр Юрьевич Мурашов (род. 20 сентября 1956, Ногинск, Московская область) — советский хоккеист, защитник.
Воспитанник электростальского хоккея. Дебютировал в первенстве СССР в первенстве второй лиги сезона 1974/75 за «Кристалл» Электросталь. Сезон 1978/79 начал в первой лиге, по ходу сезона перешёл в клуб высшей лиги «Сокол» Киев. Девять сезонов (1979/80 — 1978/88) отыграл за «Крылья Советов». Два сезона провёл в югославском «Партизане» Белград. После сезона 1990/91, проведённого в «Кристалле» в первой лиге, завершил карьеру.